# Stanisław Basow
Stanisław Basow – pułkownik pilot Sił Zbrojnych Polskiej Rzeczypospolitej Ludowej.

## Życiorys
Syn Wawrzyńca. Po wybuchu I wojny światowej został ewakuowany z rodziną w głąb Rosji. W 1919 roku ukończył szkołę dziewięcioletnią w Kakczytawie i w 1920 roku rozpoczął służbę w Armii Czerwonej. Otrzymał przydział do Sybirskiego pułku piechoty, w 1921 roku ukończył Podoficerską Szkołę Piechoty w Omsku. Od września 1926 do września 1929 roku uczył się w Oficerskiej Szkole Piechoty we Władywostoku. 
Zdecydował się na zmianę rodzaju broni i poprosił o przeniesienie do lotnictwa. We wrześniu 1931 roku został absolwentem Wojskowej Szkoły Pilotów w Czkałowie. W lipcu 1938 roku został aresztowany i skazany na pobyt w Gułagu, skąd został uwolniony w czerwcu 1939 roku. Powrócił do służby w Armii Czerwonej.
W maju 1941 roku został mianowany szefem Wydziału Bojowego Wyszkolenia w Moskwie, a następnie do czerwca 1944 roku pełnił funkcję szefa sztabu eskadry w Szkole Pilotów Myśliwskich. 10 czerwca 1944 roku został przeniesiony do ludowego Wojska Polskiego na stanowisko szefa Wydziału Lotnictwa w Sztabie 1 Armii Wojska Polskiego. W październiku 1945 roku objął stanowisko szefa sztabu 4 pułku lotnictwa szturmowego, 20 grudnia 1948 roku został szefem Wydziału Wyszkolenia Bojowego w Dowództwie Wojsk Lotniczych. 20 grudnia 1948 roku objął stanowisko dowódcy 36 specjalnego pułku lotniczego w Warszawie.
18 lipca 1957 roku przekazał obowiązki dowódcy swemu następcy i powrócił do ZSRR. Brak informacji o jego dalszych losach.

## Ordery i odznaczenia
- Krzyż Kawalerski Orderu Odrodzenia Polski (1947)[1]
- Krzyż Walecznych
- Srebrny Krzyż Zasługi – dwukrotnie
- Order Lenina
- Order Wojny Ojczyźnianej I klasy
- Order Czerwonego Sztandaru
- Order Czerwonej Gwiazdy
- czechosłowacki Krzyż Walecznych.